# Galangal

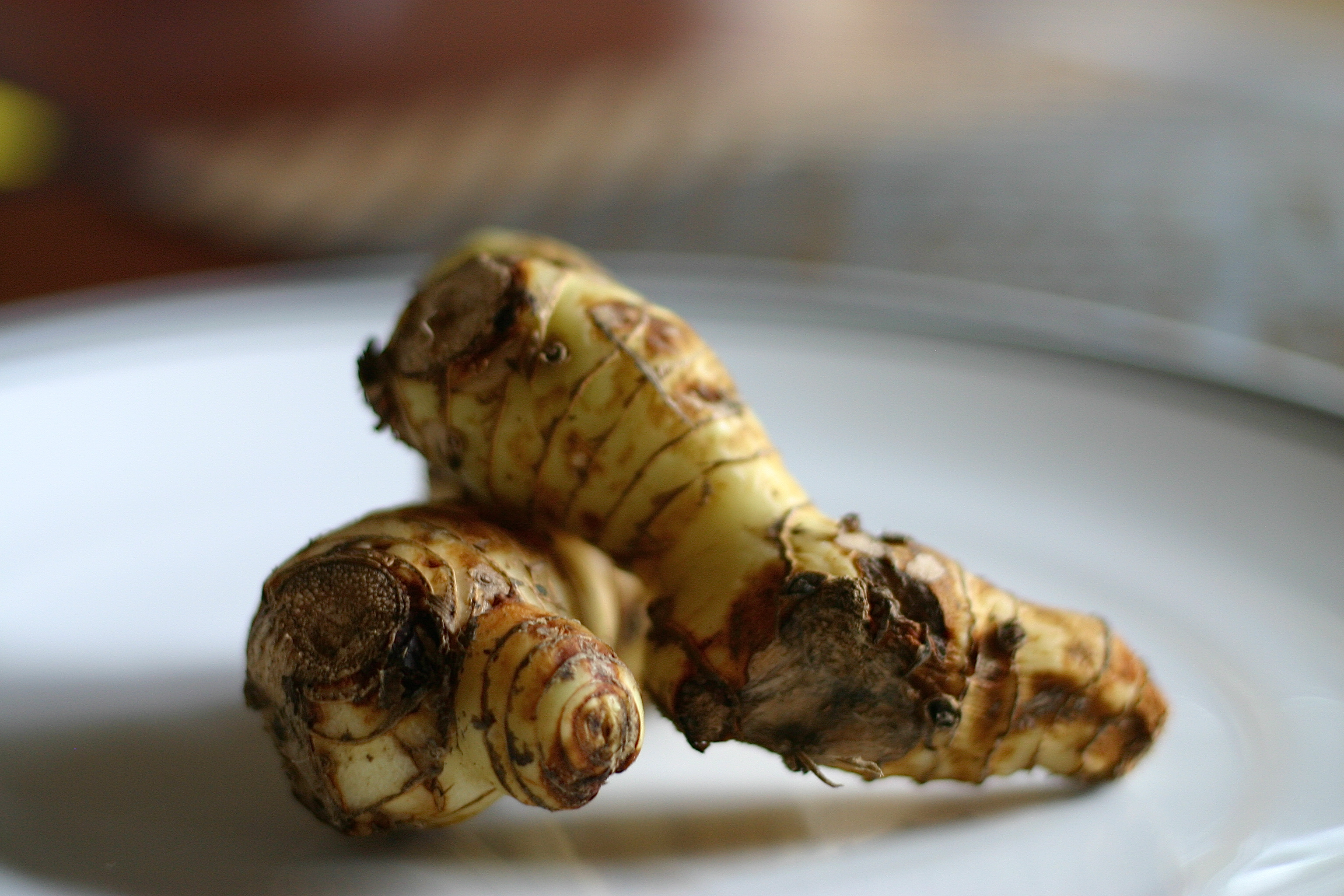
Kłącze galangalu większego

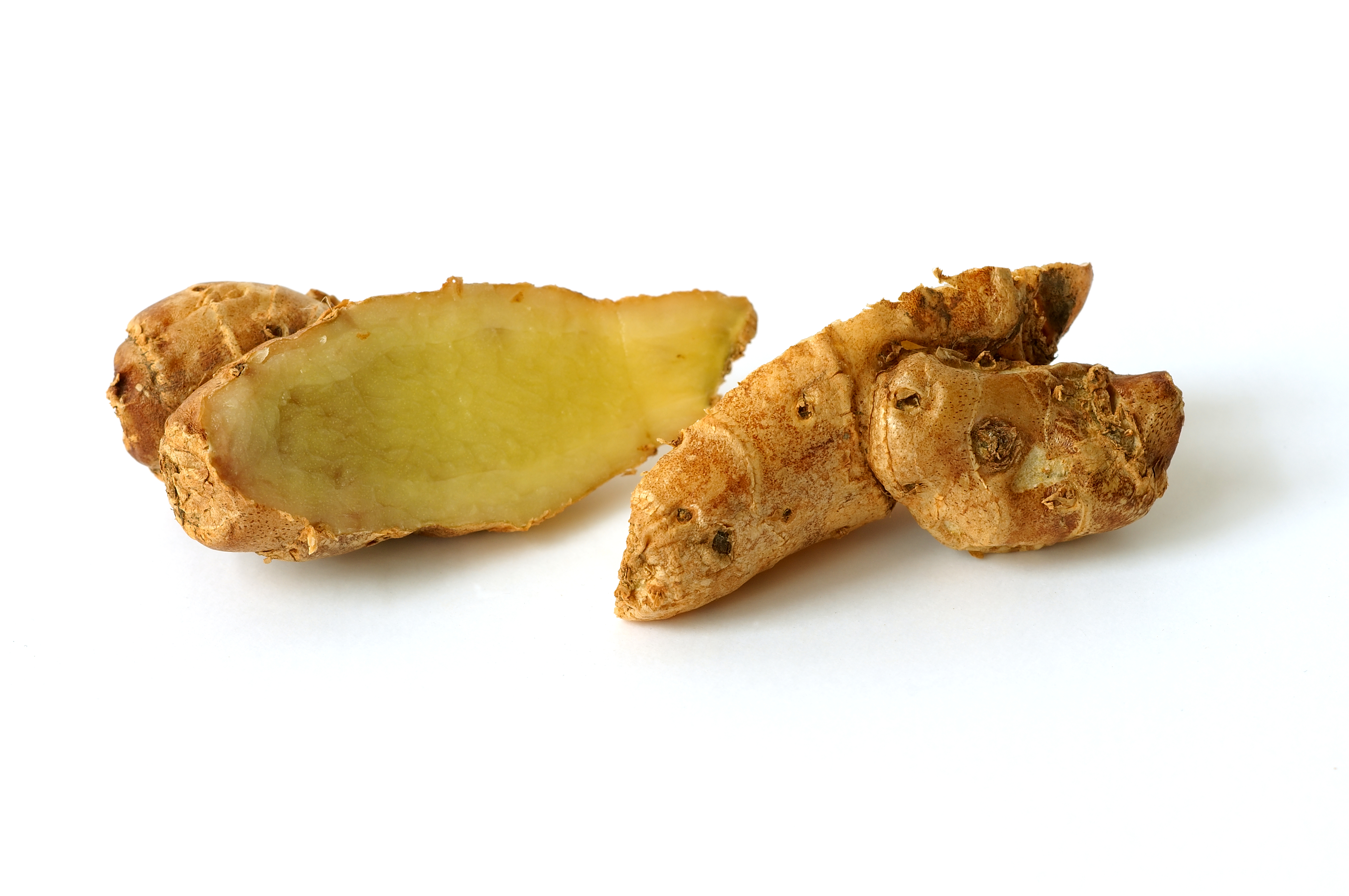
Kłącze galangalu mniejszego

Galangal, galanga – przyprawa o imbirowo-pieprzowym smaku, stosowana w kuchni tajskiej i kuchni indonezyjskiej do zup i curry. Surowcem jest kilka gatunków roślin z rodziny imbirowatych, różniących się rozmiarami kłączy, barwą i smakiem:
- Alpinia galanga, czyli galangal większy
- Alpinia officinarum, czyli galangal mniejszy
- Kaempferia galanga (kencur)
- Boesenbergia pandurata[1]

## Zastosowanie w medycynie
Podobnie jak imbir, bywa podawany przy chorobie lokomocyjnej, pomaga w zaburzeniach żołądkowych.

## W kuchni polskiej
Należy do specyficznego zestawu przypraw używanych do aromatyzowania Żołądkowej Gorzkiej.